# Alfa Pyxidis
Alfa Pyxidis (α Pyx) – najjaśniejsza gwiazda w gwiazdozbiorze Kompasu. Jest odległa od Słońca o około 879 lat świetlnych.

## Charakterystyka
Jest to błękitna gwiazda sklasyfikowana jako olbrzym należący do typu widmowego B, choć raczej jest to wciąż gwiazda ciągu głównego. Jej temperatura to około 22 900 K, znacznie wyższa niż temperatura fotosfery Słońca. Gwiazda jest 18 tysięcy razy jaśniejsza od Słońca, ma ośmiokrotnie większy promień i jedenastokrotnie większą masę. Narodziła się mniej niż 18 milionów lat temu i nie zdążyła jeszcze zakończyć etapu syntezy wodoru w hel w jądrze. Ze względu na odległość i położenie blisko płaszczyzny dysku galaktycznego, w której leżą znaczne ilości pyłu, jej blask jest zmniejszony o około 30%. Może ona należeć do gwiazd zmiennych typu Beta Cephei, ale nie jest to pewne.